# Irena Sibley
 (janvier 2020).
Irena Sibley (née Irena Justina Pauliukonis le 16 juin 1943 et morte le 29 mars 2009) est une artiste, romancière, illustratrice australienne de livres pour enfants.